# 八尾市立北山本小学校
八尾市立北山本小学校（やおしりつ きたやまもと しょうがっこう）は、大阪府八尾市にある公立小学校。

## 概要
八尾市の北東部を校区とする。校区に中国からの帰国児童が多く居住しているという背景から、帰国児童への教育に力を入れている。八尾市で最も北に位置する小学校として知られている。現在では新校舎が設立され、エレベーターやスロープ、多目的トイレ等が設置されるなど、バリアフリーな設計になった。中国人の仲間がともに自国の文化を共有しあう「ションマオ学級」や、韓国の文化に触れてみたいと願う人たち向けの「ピドゥルギ子ども会」が設置され、毎年八尾市文化会館で行われるウリカラゲモイムに参加している。
八尾市立山本小学校と河内市立花園小学校（現在の東大阪市立花園小学校）の校区を再編し、1956年（昭和31年）に開校した。

## 沿革
- 1956年（昭和31年） - 八尾市立北山本小学校として創立[1]。
- 1961年（昭和36年） - 校歌制定。
- 1968年（昭和43年） - 現在地へ移転。
- 1984年（昭和59年） - 上之島小学校を分離[1]。
- 1988年（昭和63年） - 日本語教室を開設。
- 1989年（平成元年） - 文部省から、中国等帰国子女教育研究校に指定される。

## 交通
- 近鉄バス 北山本バス停 東へ約400m。
- 近鉄大阪線 河内山本駅 北へ約2.3km。
- 近鉄奈良線 河内花園駅 南へ約2.5km。